# Vandscooter
En vandscooter eller PWC  (personal water craft) er en båd, der består af en særlig formet ponton med et udvendigt sæde og med et udvendigt styr, som på en motorcykel. Føreren sidder derfor overskrævs på en vandscooter. Sejlads med vandscooter har tidligere været kendt ulovligt i Danmark bortset fra på to særligt udpegede baner, men efter en Højesteretsdom i 2010 er sejladsen også i Danmark kendt lovlig.

## Teknik
Motoren på en vandscooter er placeret inden i skroget, og driver båden via en vandstråle (vandjet). Under skroget er der et større gitterdækket vandindtag. En såkaldt impeller (en slags turbine)
suger vand ind, som derefter med stort tryk presses gennem en snæver tunnel ud i et bevægeligt rørformet mundstykke i agterenden. Det giver en kraftig drivende jetlignende vandstråle. Det kraftige sug bidrager til en god stabilitet. Vandscooteren styres ved at ændre strålens retning. Denne metode sikrer at scooteren ikke skærer i kroppen, hvis man skulle komme til at sejle over en svømmende person, som en propel ville gøre det. Derimod kan strålen i værste fald give skader, hvis den rammer kropsåbninger. Faren ved almindelig trafikal sejlads må imidlertid ikke underkendes. Det blev dokumenteret, da den amerikanske astronaut Alan Poindexter døde i forbindelse med en ulykke på jetski. Hans voksne søn påsejlede ham ulykkeligvis, da Poindexters maskine var gået i stå. . To personer blev dræbt i Københavns Havn den 6. maj 2017 da en udlejningsbåd blev påkørt af en vandscooter. 
De største fabrikanter er Sea-Doo, Yamaha, Kawasaki og Honda. En Jet-ski er et registreret navn for en PWC fra Kawasaki.